# András Littay
András Littay (15. srpen 1884, Szabadka, Rakousko-Uhersko - 21. červenec 1967, Melbourne, Austrálie) byl maďarský generál. Před a během druhé světové války zastával řadu funkcí. Byl také velitelem sedmého sboru. Účastnil se těsně před druhou světovou válkou malé války se Slovenskem.